# 아데닐로석신산
아데닐로석신산(영어: adenylosuccinate)은 퓨린 뉴클레오타이드인 이노신 일인산(IMP)의 아데노신 일인산(AMP)으로의 전환 과정의 대사 중간생성물이다. 아데닐로석신산 합성효소는 이노신 일인산(IMP)의 아데닐로석신산으로의 전환을 촉매하며, 이 과정에서 아스파르트산이 첨가되고, GTP가 GDP + Pi로 분해된다. 아데노신 삼인산(ATP) 대신 구아노신 삼인산(GTP)이 사용되므로, 반응은 생성물에 의존하지 않는다.

## 같이 보기
- 이노신 일인산 (IMP)
- 아데노신 일인산 (AMP)
- 아데닐로석신산 합성효소
- 퓨린 뉴클레오타이드 회로
- 아데닐로석신산 분해효소 결핍증